# Слеттбергсхаллен
Стадион «Слеттбергсхаллен» (швед. Slättbergshallen) — спортивное сооружение в Тролльхеттане, Швеция. Сооружение предназначено для проведения матчей по хоккею с мячом. Арену для домашних игр использует команда по хоккею с мячом Грипен. Трибуны спортивного комплекса вмещают 4 000 зрителей.
Открыта арена в 2009 году. Крытая арена возведена на месте стадиона Слеттбергсбанан.
Инфраструктура: искусственный лёд, крыша.

## Информация
Адрес: Тролльхеттан, Gärdhemsvägen, 9 (Trollhättan)